# Автошлях Т 1023
Автошлях Т 1023 — автомобільний шлях територіального значення в Київській області. Проходить територією Васильківського району.
Загальна довжина — 2,8 км.